# Eucereon sarisa
Eucereon sarisa är en fjärilsart som beskrevs av Max Wilhelm Karl Draudt 1917. Eucereon sarisa ingår i släktet Eucereon och familjen björnspinnare. Inga underarter finns listade i Catalogue of Life.